# 極東連邦管区地域国境局
ロシア連邦保安庁極東連邦管区地域国境局（Региональное пограничное управление по Дальневосточному федеральному округу；略称РПУ ФСБ РФ по ДФО）は、ロシア国境軍のロシア極東領域における地域機関。本部は、ハバロフスクに位置する。

## 組織
- アムール州国境局：
- 沿海地方国境局：
- ハバロフスク地方国境局：
- ユダヤ人自治州国境局：
- 北東沿岸警備国境局：
- サハリン沿岸警備国境局：